# Rankpootkreeften
Rankpootkreeften (Cirripedia) behoren tot de kreeftachtigen. De leden van deze onderklasse zijn lang aangezien voor weekdieren. De lichaamsbouw van de volwassen dieren lijkt op het eerste gezicht totaal niet op die van geleedpotigen. In 1830 heeft men ontdekt dat de rankpootkreeften wel degelijk tot de kreeftachtigen behoren. Hun larvale ontwikkeling is typisch voor die van geleedpotigen. Bij de overgang van larve naar volwassen dier gaan de larven zich vasthechten of ingraven. De kreeftachtige ondergaat zulk een grondige metamorfose, dat er nauwelijks nog een overeenkomst te bespeuren is tussen het volwassen dier en de larve. Ze hebben naar verhouding de langst bekende penissen van alle dieren, gemiddeld 7 keer zo lang als hun lichaam.

## Classificatie
- Superorde: Acrothoracica
  - Orde: Cryptophialida
  - Orde: Lithoglyptida
- Superorde: Thoracica
  - Orde: Zeepokken (Sessilia)
  - Orde: Eendenmosselen (Lepadiformes)
  - Orde: Ibliformes
  - Orde: Scalpelliformes
- Superorde: Krabbezakjes (Rhizocephala)
  - Orde: Kentrogonida
  - Orde: Akentrogonida